# Мушинка (Білорусь)
Мушинка (біл. вёска Мушынка) — село в складі Вілейського району Мінської області, Білорусь. Село підпорядковане Довгинівській сільській раді, розташоване в північній частині області.

## Історія
У 1921–1945 роках застінок знаходилось у Польщі, у Вільнюській воєводстві, Вілейського повіту, гміні Довгиново.

## Населення
- 1866 рік - 73 люди, 3 будинки
- 1921 рік - 75 люди, 11 будинки[1].
- 1931 рік - 67 люди, 10 будинки[2].